# مهدي سهرابي
مهدي سهرابي (بالفارسية: مهدی سهرابی) مواليد 12 أكتوبر 1981 في إيران، هو دراج إيراني سابق. سبق أن شارك في دورة الألعاب الأولمبية الصيفية.

## الميداليات
| الميدالية | المسابقة                   |
| --------- | -------------------------- |
| فضية      | دورة الألعاب الآسيوية 2006 |
| فضية      | دورة الألعاب الآسيوية 2002 |
| فضية      | دورة الألعاب الآسيوية 2006 |
| برونزية   | دورة الألعاب الآسيوية 2006 |
| برونزية   | دورة الألعاب الآسيوية 2010 |

## روابط خارجية
- مهدي سهرابي على موقع الاتحاد الدولي للدراجات (الإنجليزية)
- مهدي سهرابي على موقع أرشيف الدراجات (الإنجليزية)
- مهدي سهرابي على موقع إحصائيات الدراجات الإحترافية (الإنجليزية)
- مهدي سهرابي على موقع نسبة الدراجات (الإنجليزية)
- مهدي سهرابي على موقع أوليمبيديا (الإنجليزية)